# 정우 (대장화)
정우(貞祐, 921년 ~ 924년)는 대장화(大長和) 숙문제(肅文帝) 정인민(鄭仁旻)의 다섯번째 연호이다.

## 연대 대조표
| 정우       | 원년       | 2년        | 3년        | 4년        |
| 서기(西紀) | 921년      | 922년      | 923년      | 924년      |
| 간지(干支) | 신사(辛巳) | 임오(壬午) | 계미(癸未) | 갑신(甲申) |

## 동시대 연호
| 이전 연호 안화(安和) | 중국의 연호 대장화(大長和) | 다음 연호 초력(初曆) |